# 非洲芙蓉属
非洲芙蓉屬（學名：Dombeya），是梧桐科下的一屬，有約200種有花植物，當中非洲芙蓉為其模式種。
在APG 分類法和修訂後的APG II 分類法中，將梧桐科、木棉科、椴樹科合併到錦葵科中間來，將錦葵科分為幾個亞科，如非洲芙蓉屬變成非洲芙蓉亞科。
属名Dombeya为纪念18世纪法国植物学家Joseph Dombey而命名。

## 部分品種
- 非洲芙蓉 Dombeya acutangula
- Dombeya aethiopica
- Dombeya amaniensis
- 美花非洲芙蓉 Dombeya burgessiae Gerr. ex Harv. et Sond.
- Dombeya ledermannii
- Dombeya longebracteolata
- 圆叶非洲芙蓉 Dombeya rotundifolia
- 吊芙蓉 Dombeya wallichii(Lindl.) Benth. et Hook. f.

## 外部鍵接
- 非洲芙蓉屬的不同栽培種 （页面存档备份，存于）